# Eusymmerus antennatus
Eusymmerus antennatus is een pissebed uit de familie Idoteidae. De wetenschappelijke naam van de soort is voor het eerst geldig gepubliceerd in 1899 door Richardson.